# Вейн Фрай
Вейн Томас Фрай (англ. Wayne Thomas Frye; нар. 30 листопада 1930 — пом. 26 лютого 2014) — американський академічний веслувальник. Олімпійський чемпіон (1952).

## Життєпис
Народився 30 листопада 1930 року в штаті Кентуккі, США. Займатись академічним веслуванням розпочав під час навчання у Військово-морській академії.
На літніх Олімпійських іграх 1952 року в Гельсінкі (Фінляндія) став олімпійським чемпіоном у складі вісімки (з результатом 6:25.9).
Після закінчення академії у 1954 році продовжив військову службу у ВПС США. Паралельно отримав ступінь магістра Массачусетського технологічного інституту. Брав участь в бойових діях у В'єтнамі. Здійснив 266 успішних бойових вильотів, отримавши дві «Срібні зірки», п'ять «Хрестів льотних заслуг», 15 медалей і «Пурпурове серце».
Вийшов у відставку в званні полковника. Працював в аерокосмічній галузі у фірмах Sunstrand, Continental Airlines, Leach Corp. Викладав у коледжі міста Мейсвіля.
Помер 26 лютого 2014 року в місті Лексінгтоні, штат Кентуккі.

## Вшанування
У 2012 році введений до Залу Слави авіації ВМС США.